# 阿沃卡鎮區 (伊利諾伊州利文斯頓縣)
阿沃卡鎮區（英語：Avoca Township）是位於美國伊利諾伊州利文斯頓縣的一個行政鎮區。

## 地方資料
根據2010年美國人口普查的數據，阿沃卡鎮區的面積為94.30平方千米，當中陸地面積為94.00平方千米，而水域面積為0.30平方千米。當地共有人口387人，而人口密度為每平方千米4.1人。